# Jana Šubrová
Jana Šubrová (* 27. března 1959 Brno) je česká knihovnice, vedoucí pracovnice městské Knihovny Jiřího Mahena v Brně. Zasloužila se mimo jiné o rozvoj česko-polských vztahů mezi městy Brno a Poznaň.

## Život
Narodila se v Brně 27. března 1959. Vystudovala Střední knihovnickou školu v Brně. Svou profesní kariéru zahájila v administrativě ve firemní knihovně brněnského výrobního závodu traktorů Zetor. V roce 1981 začala pracovat v Knihovně Jiřího Mahena (KJM), kde prošla různými pozicemi a odděleními a v roce 2004 se stala členkou vedení knihovny v pozici vedoucí Útvaru služeb ústřední knihovny. Jedním z jejích úkolů bylo provozovat Klub seniorů KJM a vzdělávat seniory o nových médiích.
V 70. letech 20. století navázala kontakty se školním divadlem Łejery v Poznani, díky čemuž se zapojila do propagace Poznaně a Velkopolska v Brně, organizovala četné akce prezentující polské kulturní úspěchy a podnikala česko-polské vzdělávací projekty a mezinárodní výměny v oblasti kultury a vzdělávání. Díky její iniciativě Knihovna Jiřího Mahena navázala trvalou spolupráci s Knihovnou Raczyňských v Poznani, jejímž výsledkem se stala vědecká spolupráce i popularizační činnost a výměna zkušeností. Podobné aktivity byly zahájeny i mezi Základní školou č. 83 Emilie Waśniowské v Poznani a Základní školou v Husově ulici v Brně, když u příležitosti 420. výročí narození Jana Amose Komenského vznikl projekt Brána jazyků otevřená.
Byla u zrodu organizace Dnů české kultury v Poznani a Dnů polské kultury v Brně a pomáhala organizovat překlady a úpravy písňových textů. Připravovala každoroční brněnské výstavy v rámci knižního veletrhu pro děti a mládež v Poznani.

## Ocenění
- V roce 2015 obdržela od rady města Poznaň vyznamenání „Za zásluhy o město Poznaň“ jako uznání „za její přínos k partnerství mezi Poznaní a Brnem, jako poděkování za její osobní angažovanost při budování přátelských vztahů mezi oběma městy a při vytváření dobrého obrazu města Poznaň v České republice“.[1][2][6]
- V roce 2016 obdržela Cenu města Brna za přínos k mezinárodní spolupráci.[1][7]
- V roce 2018 získala krajské ocenění Velkomoravský knihovník „za celoživotní přínos knihovnické profesi, profesionální i osobní kvality a šíření dobrého jména českého knihovnictví v zahraničí“.[2][8]

## Soukromý život
K roku 2015 byla vdaná a měla dceru a čtyři vnoučata.